# Jaspis johnstoni
Jaspis johnstoni är en svampdjursart som först beskrevs av Schmidt 1862.  Jaspis johnstoni ingår i släktet Jaspis och familjen Ancorinidae. Inga underarter finns listade i Catalogue of Life.